# Rojstni list
Rojstni list je prvi dokument, ki ga dobi vsak novorojenček. Vsako rojstvo mora biti namreč po zakonu dokumentirano in ustrezno potrjeno. Podatek o rojstvu otroka na območju Republike Slovenije se v register vpiše na podlagi prijave rojstva, odločbe pristojnega organa ali centra za socialno delo. 

## Izdaja rojstnega lista
Pristojna upravna enota oz. njen matični urad sta odgovorna za izdajo Rojstnega lista. V večjih mestih kot sta Ljubljana ali Maribor lahko to traja do štiri tedne od sporočitve prijave rojstva. V manjših krajih, zaradi manjšega obsega, se ta lahko izda tudi prej. Rojstni list se dobi priporočeno po pošti. Če se zaradi kakršnih koli razlogov ta dokument potrebuje že prej, se je potrebno osebno zglasiti na matičnem uradu in vložiti pisno vlogo za izdajo izpiska iz matične knjige rojstev. Po preverbi staršev in otroka se izpisek tudi dobi. Dokler se ne določi imena otroku, se rojstnega lista ne dobi. Če se imena ne določi že ob rojstvu, ga morata starša sporočiti čim prej na matični urad. Ime se mora določiti v roku 30 dni, po tem bodo iz matičnega urada pozvali, da se otroku določi ime, drugače določijo ime na matičnem uradu. EMŠO in rojstni list se izdata skupaj. EMŠO določi upravljavec centralnega registra prebivalstva.

## Elektronska pridobitev rojstnega lista
Za izpisek lahko zaprosite tudi preko portala e-uprava s kvalificiranim digitalnim potrdilom. Na portalu je elektronski obrazec za zahtevo za izdajo izpiska iz matičnega registra o rojstvu. V primeru e-vloge za izdajo izpiska je treba po elektronski poti poslati elektronsko podpisano in izpolnjeno vlogo za izdajo izpiska iz matičnega registra o rojstvu in overjeno skenirano pisno privolitev osebe, na katero se vpis nanaša, kadar zahtevate izpisek za drugo osebo. Upravna enota preveri vašo identiteto na podlagi uradnih evidenc in veljavnost elektronskega podpisa. V obeh primerih upravna enota izdani izpisek posreduje po pošti.
Izmenjava podatkov med bolnišničnimi informacijskimi sistemi in registri Ministrstva za notranje zadeve poteka preko aplikacije e-rojstva. Pred uvedbo sistema so morale bolnišnice zato izpolniti vse potrebne organizacijske, tehnične in programske pogoje, ki jim omogočajo dostop do te aplikacije in izmenjavo podatkov z njo, hkrati pa zagotoviti tudi vse ostale ukrepe, potrebne za varovanje podatkov o novorojenčku in njegovi materi.